# أدولف برونر
أدولف برونر هو ملحن سويسري، ولد في 25 يونيو 1901 في زيورخ في سويسرا، وتوفي في 15 فبراير 1992 في تالفيل في سويسرا.